# Spencer Harry Gilbee Digby
Spencer Harry Gilbee Digby (26. června 1901 – 22. června 1995) byl novozélandský fotograf.

## Životopis
Narodil se v Dagenhamu v Essexu v Anglii 26. června 1901.
Od roku 1945 u něho studoval fotograf Brian Brake.
Digbyho snímky jsou ve sbírkách Muzea Nového Zélandu Te Papa Tongarewa a v Aucklandské umělecké galerii.
Spencer Harry Gilbee Digby zemřel 22. června 1995 ve věku 93 let.